# Plac Kontraktowy
Plac Kontraktowy (ukr. Контрактова площа) – plac w historycznej dzielnicy Padół w Kijowie. Stanowi ważne centrum gospodarcze, kulturalne i komunikacyjne dzielnicy, a także skupia liczne zabytki architektury i historii.

## Historia

### Średniowiecze i początki
Plac Kontraktowy wzmiankowany był już w kronikach z okresu Rusi Kijowskiej. Znajdowało się na nim jedno z głównych kijowskich targowisk, gdzie handlowano towarami dostarczanymi drogą wodną przez Dniepr.

### XVIII wiek
W XVIII wieku plac otrzymał nazwę plac Kontraktowy w związku z obowiązkiem zawierania przez kupców kontraktów handlowych z władzami miasta. Powstał wtedy także Dom Kontraktowy – specjalna drewniana budowla służąca podpisywaniu umów, która spłonęła podczas pożaru w 1811 i została odbudowana w stylu klasycystycznym w 1817 z trwalszych materiałów.
W XVIII wieku na placu powstało kilka ważnych budowli:
- Cerkiew Zaśnięcia Matki Bożej Pyrohoszczy w Kijowie (XII w., wielokrotnie niszczona i odbudowywana, ostatecznie zburzona w 1935 roku, odbudowana w 1998 roku),
- Cerkiew św. Katarzyny (1740–1749),
- Fontanna Samsona (1749) – będąca częścią pierwszego kijowskiego wodociągu,
- Hostynnyj dwir (1760–1809) – miejsce zakwaterowania kupców i centrum handlu[3][7][4].

### XIX wiek
Po wielkim pożarze Padołu w 1811 odbudowano Dom Kontraktowy i inne budynki w rejonie placu. W 1869 plac przemianowano na Plac Aleksandrowski (ukr. Олександрівськa площа) ku czci cesarza Aleksandra III. Po rewolucji 1917 otrzymał nazwę Plac Czerwony (ukr. Червона площа). W czasach niepodległości Ukrainy przywrócono historyczną nazwę.
W XIX wieku, wraz z rozwojem kolei, znaczenie placu jako centrum handlowego spadło, a gospodarcze życie miasta przeniosło się w okolice Chreszczatyku.

### XX i XXI wiek
W 1972 roku rozpoczęto budowę stacji metra Czerwona płoszcza (obecnie Kontraktowa płoszcza), podczas której odkryto relikty średniowiecznego podziemnego miasta, jednak władze sowieckie nie zabezpieczyły znalezisk. Stację otwarto w 1976.
W 1976 na placu wzniesiono pomnik Hryhorija Skoworody, a w 2001 pomnik hetmana Piotra Konaszewicza-Sahajdacznego. W 1982 otwarto Kijowski Miejski Akademicki Teatr Opery i Baletu dla Dzieci i Młodzieży.
W 2017 Padół został ogłoszony strefą pieszą. Przeprowadzono rekonstrukcję placu: usunięto nielegalne kioski, utworzono nowe skwery, a także zamontowano 45-metrowe koło widokowe.

## Ważniejsze obiekty
- Dom Kontraktowy (1817),
- Hostynnyj dwir (rekonstrukcja z lat 80. XX wieku),
- cerkiew Zaśnięcia Matki Bożej Pyrohoszczy w Kijowie (1998),
- fontanna Samsona (rekonstrukcja 1982),
- pomnik Hryhorija Skoworody,
- pomnik Petra Konaszewycza-Sahajdacznego,
- Uniwersytet Narodowy „Akademia Kijowsko-Mohylańska” (1632, reaktywowana 1991),
- Kijowski Miejski Akademicki Teatr Opery i Baletu dla Dzieci i Młodzieży,
- oddział Narodowego Banku Ukrainy (dawniej cerkiew św. Katarzyny)[3].

## Komunikacja
Plac jest ważnym węzłem komunikacyjnym dzielnicy Padół. Znajduje się tu stacja metra Kontraktowa płoszcza, przystanki tramwajowe oraz autobusowe, a także stacja końcowa dla tramwajów linii nr 12.